# Kristof Bilsen
Kristof Bilsen (Antwerpen, 1979) is een Belgisch documentaire-regisseur en -producent. Hij ging aan de slag als regisseur en cameraman nadat hij in 2002 zijn bachelor in de audiovisuele kunsten had behaald aan Luca Arts in Brussel.
Daarna vervolledigde hij een Master Documentaireregie aan de National Film and Television School in het Verenigd Koninkrijk.
Met zijn werk won hij internationale prijzen waaronder de Grand Prize Nanook-Jean Rouch in Parijs, Magic Hour Award op Docs AG (Warsaw), de TRT 2nd International Documentary Award in Istanbul, Special Mention Bertha Best International Documentary op de One World Media Awards (UK) en Buzz Wilson Award op het Traverse City Film Festival van Michael Moore (voor Elephant's Dream).

## Loopbaan
Bilsen werkte als videoregisseur, monteur en theatermaker voornamelijk voor de culturele sector. Hij verzorgde mee de regie bij enkele voorstellingen en ontwierp videomateriaal voor diverse projecten bij Bronks, fABULEUS en het SIN Collectief. Tevens werkte hij mee aan de hybride documentaire-theatervoorstelling BASTAARD.
Zijn eerste documentaire was Drie Vrouwen, een film over 3 gedetineerde vrouwen in de Gevangenis van Gent. Deze documentaire werd genomineerd voor de Henri Storck Prize 2005 – en getoond op VRT Canvas.
In 2014 ging zijn lange bioscoopdocumentaire in première: Elephant's Dream. De film is een portret van drie overheidsinstellingen en hun werknemers in Congo. De in elkaar verweven verhalen van een vrouwelijke postbeambte in een vervallen postkantoor, twee collega’s op een verlaten treinstation en een groep brandweermannen in de enige brandweerkazerne, geven inzicht in hun dagelijkse (over)leven in de derde grootste stad van Afrika, Kinshasa. Het verhaal van de ambtenaren van drie openbare diensten vertelt de hoop en wanhoop over tewerkstelling bij de Congolese overheid.
In 2019 verscheen de documentaire Mother, waarin Bilsen een verzorgingstehuis in Thailand laat zien waar Europeanen met alzheimer worden verzorgd.

## Filmografie
- Three Women (2005)[6]
- Once - based on ‘High Windows’ by Philip Larkin (2009)
- Parallel Lives (2011)[7]
- Nzoku ya pembe (Engelse titel: White Elephant) (2011)
- The Perfect Belgian (2011) (One World Human Rights Festival Romania 2011)
- Elephant’s Dream (2014) (IDFA, DOK Leipzig, Hot Docs, Camden International FF, Dokufest Prizren, Margaret Mead FF, Taiwan Int Doc FF, e.a.)
- Mother (2019)